# Ingenieurschule
Die Ingenieurschulen (Abkürzungen: Ing.-Sch./IS), Polytechnikum, auch Höhere Technische Lehranstalt (HTL), Maschinenbauschule, Ingenieurakademie oder Technische Akademie, Technische Mittelschule, genannt, hatten den Status einer höheren Fachschule. Sie wurden im deutschsprachigen Raum in der zweiten Hälfte des 20. Jahrhunderts meist in Fachhochschulen umgewandelt.
Als weltweit erste Ingenieurschule wurde in Frankreich die École nationale des ponts et chaussées („Nationale Schule für Brücken und Straßen“) am 14. Februar 1747 gegründet. Als erste Ingenieurschule im deutschsprachigen Raum gilt die Bergschule Eisleben, die 1798 gegründet worden war.

## Deutschland

### Ausbildung in der BRD
Nachdem in Deutschland in einem Akademisierungsprozess im 19. Jahrhundert viele polytechnische Schulen zu technischen Hochschulen umgewandelt worden waren und um 1900 auch viele dieser Hochschulen das Promotionsrecht erlangt hatten, wurde in der Folge der weiter vorhandene Bedarf an stärker praxisorientierten höheren Fachschulen durch Neugründungen von Ingenieurschulen und Polytechnika gedeckt. Diese Einrichtungen existierten in der Bundesrepublik Deutschland bis Anfang der 1970er Jahre.
Die Absolventen der Ingenieurschulen und Polytechnika waren wegen ihrer praxisnahen Ausbildung sehr begehrte Arbeitskräfte bei der Industrie, dem technischen Groß- und Kleingewerbe, bei Planungs- und Statikbüros, bei der Bauverwaltung im Hoch- und Tiefbau, bei der Bahn und der Post und bei Ver- und Entsorgungsbetrieben. Nahezu alle Studierenden hatten bereits kurz vor ihrem Abschluss Angebote oder Zusagen für eine feste Anstellung nach ihrem Examen.
Numerus clausus, Ausleseprüfungen
Wegen der guten Berufsaussichten gab es in der Bundesrepublik großen Andrang zum Studium. In den allermeisten Fällen musste eine strenge, 3-tägige Aufnahme-/Ausleseprüfung abgelegt werden (ein Numerus clausus). Bewerber ohne Mittlere Reife oder Fachschulreife konnten nach abgeschlossener Berufsausbildung (Gesellenbrief, Facharbeiterbrief) an einigen Ingenieurschulen durch Teilnahme an einem zweisemestrigen, kostenpflichtigen Vorkurs (Vorsemester, nur nach dem Bestehen einer Ausleseprüfung) die Zugangsvoraussetzungen erwerben, mussten aber auch an den Ausleseprüfungen für das Hauptsemester teilnehmen. Auch Bewerber mit Mittlerer Reife konnten hier ihr Wissen erweitern. Im Hauptsemester war die Anzahl der Studierenden pro Semester auf 30 bis 35 beschränkt. Der Unterricht erfolgte im Semesterverband.
Das Angebot umfasste Studiengänge in den klassischen Ingenieurwissenschaften, die anfangs nach einer fünf-, ab 1958 sechssemestrigen Schulzeit/Studium mit der staatlichen Bezeichnung Ingenieur vollendet war. Seit dem 17. Januar 1964 wird nach Beschluss der Kultusministerien und einer generellen Erhöhung auf eine sechssemestrige Ausbildung zum Ingenieur graduiert, mit der staatlichen Abschlussbezeichnung Ing. Grad. bzw. Ing. (grad.).

### Ausbildung in der DDR

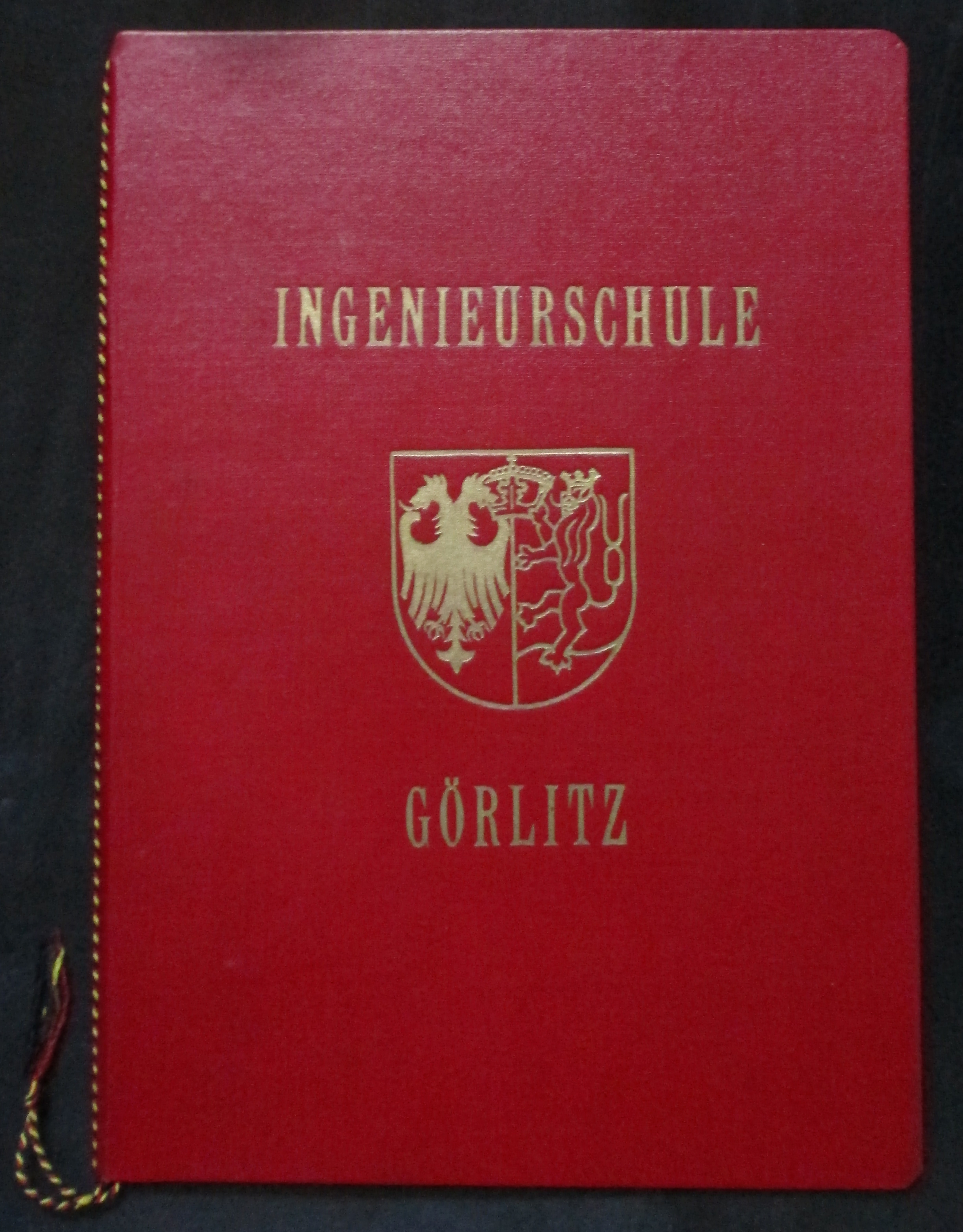
Ingenieurschule Görlitz – Urkundenmappe DDR

In der DDR wurden sie zu Beginn der 1970er Jahre zum Teil zu Ingenieurhochschulen aufgewertet, andere Ingenieurschulen existierten bis zur deutschen Wiedervereinigung und danach in einer kurzen Übergangsphase weiter. Zugangsvoraussetzung war ein Zeugnis der mittleren Reife (in der DDR 10. Klasse Polytechnische Oberschule) und eine einschlägige abgeschlossene Berufsausbildung und die Delegation eines Betriebes.
In der DDR wurde nach sechs Semestern der Titel Ingenieur verliehen.

### Bekannte Ingenieurschulen (Beispiele)
- Ingenieurschule Bingen am Rhein (heute Fachhochschule Bingen)
- Ingenieurschule Bohne (heute Hochschule für angewandte Wissenschaften München)
- Technikum der Freien Hansestadt Bremen, gegründet 1894
- Staatliche Ingenieurakademie für Bauwesen in Buxtehude, gegründet 1875 (heute hochschule 21)
- Ingenieurschule Eisleben (ehem. Bergschule Eisleben; älteste Ingenieurschule Deutschlands)
- Ingenieurschule für Bauwesen Gotha (1805 gegründet vom Herzogtum von Sachsen-Gotha-Altenburg)
- Ingenieurschule für Automatisierung und Werkstofftechnik Hennigsdorf
- Ingenieurschule für Kraft- und Arbeitsmaschinenbau „Rudolf Diesel“ Meißen (1953–1993)
- Ingenieurschule für Walzwerk- und Hüttentechnik Riesa
- Ingenieurschule für Maschinenbau Bautzen
- Ingenieurschule für Maschinenbau Schmalkalden (heute Hochschule Schmalkalden)
- Ingenieurschule für Flugzeugbau Dresden
- Ingenieurschule für Elektronik und Datenverarbeitung Görlitz
- Ingenieurschule für Bauwesen Erfurt (heute FH Erfurt)
- Staatliche Ingenieurschule für Maschinenbau, Elektrotechnik und konstruktiven Ingenieurbau, Gießen bis 1970 (gegr. 1838 als Gewerbeschule), heute Technische Hochschule Mittelhessen (THM)
- Ingenieurschule für Chemische Technik „Frédéric Joliot-Curie“ Köthen-Bernburg
- Staatliche Ingenieurschule Konstanz 1906 bis 1971 (heute Hochschule Konstanz (HTWG), University of Applied Sciences)
- Ingenieurschule für Bergbau und Energetik (heute Fachhochschule Lausitz)
- Ingenieurschule für Maschinenbau und Elektrotechnik Magdeburg
- Staatliche Ingenieurschule für Bau- und Vermessungswesen Mainz (heute Hochschule Mainz)
- Staatliche Ingenieurschule Lemgo, heute Technische Hochschule Ostwestfalen-Lippe (THOWL)
- Ingenieurschule Mittweida
- Ingenieurschule für Transportbetriebstechnik (IngST) Gotha
- Oskar-von-Miller-Polytechnikum (heute Hochschule für angewandte Wissenschaften München)
- Ohm-Polytechnikum Nürnberg – Staatliche Akademie für angewandte Technik (heute Georg-Simon-Ohm-Fachhochschule Nürnberg)
- Staatliche Ingenieurschule Furtwangen 1850 bis 1971 (heute HFU Hochschule Furtwangen University)
- Staatliche Ingenieurschule für Maschinenwesen Dortmund 1890–1971 (heute Fachhochschule Dortmund)
- Staatliche Ingenieurschule für Maschinenwesen Jülich 1964–1971 (heute Fachhochschule Aachen)
- Staatliche Ingenieurschule Koblenz 1949–1971
- Staatliche Ingenieurschule für Bauwesen Holzminden (gegründet Ende 1830 und somit älteste Baufachgewerkschule Deutschlands, heute HAWK Fachhochschule Hildesheim/Holzminden/Göttingen)
- Technikum Strelitz (ab 1948 Ingenieurschule für Bauwesen Neustrelitz)
- Ingenieurschule für Luftfahrttechnik IfL
- Ingenieursschule für Verkehrstechnik in 8020 Dresden, Ernst-Thälmann-Platz 2
- Ingenieurschule für Landtechnik Nordhausen (heute Fachhochschule Nordhausen)
- Königliche Ingenieurakademie (Potsdam)
- Balthasar-Neumann-Polytechnikum in Schweinfurt (1850, heute Fachhochschule Schweinfurt)
- Ingenieurschule für Geodäsie und Kartographie in 8060 Dresden, Wiesentorstraße 1
- Ingenieurschule für Holztechnik, 8060 Dresden, Heideparkstraße 8
- Ingenieurschule für Zierpflanzenwirtschaft in 8213 Bannewitz, Rosentitzer Straße 4a (Schloss Nöthnitz)
- Ingenieurschule für Gartenbau in Quedlinburg,  Wipertistraße 5

### Fachhochschulen
Anfang der 1970er Jahre wurden in der Bundesrepublik Deutschland die Ingenieurschulen aufgelöst und die Infrastruktur zum Aufbau einer neuen Hochschulform Fachhochschule genutzt.
Dieser Schritt wurde notwendig, da die Industrie nach einem universell einsetzbaren akademisch, also auf Hochschulniveau, ausgebildeten Ingenieur verlangte, der jedoch mehr anwendungsorientiert als der Dipl.-Ing. der technischen Hochschulen auf die Belange der Industrie ausgerichtet sein sollte.
Nach der Einführung von Fachhochschulen mit ihren akademischen Abschlussbezeichnungen und der Umstellung auf den akademischen Diplomgrad wurde die Frage einer möglichen Nachdiplomierung auch für Ingenieurschulabsolventen sehr kontrovers diskutiert. Schließlich setzte sich die Sichtweise der beruflichen Erfahrung durch. Normativ wurde festgelegt, dass Absolventen von Vorgängereinrichtungen der Fachhochschulen, sofern sie graduiert oder nachgraduiert waren, auch ohne Nachqualifizierung an einer Fachhochschule auf Antrag mit Nachweis der Berufserfahrung den Titel Dipl.-Ing. oder Dipl.-Ing. (FH) als staatliche Bezeichnung verliehen bekamen.
Die Führungsberechtigung wurde in den einzelnen bundesdeutschen Ländern unterschiedlich gesetzlich geregelt. In Nordrhein-Westfalen wurde zum Beweis der Führungsberechtigung auf Antrag hin eine (kostenpflichtige) Urkunde erteilt.
Ingenieure, die ihre Ausbildung an einer Einrichtung der vormaligen DDR absolviert hatten, stellten ihren Antrag beim zuständigen Kultusministerium. Voraussetzung hierfür war alleinig der Nachweis einer einschlägigen dreijährigen (Ost) bzw. fünfjährigen (West) Berufstätigkeit als Ingenieur bzw. Ing. grad. Die Möglichkeit zur Nachdiplomierung bestand bis Ende 2008.

## Österreich
Die Technische Universität Wien wurde 1815 als k.k. Polytechnisches Institut gegründet, die Technische Universität Graz 1811 als Stiftung Joanneum mit anschließend beginnender Lehrtätigkeit, die Montanuniversität Leoben 1840 als Steiermärkisch-Ständische Montanlehranstalt ausgelagert, die Universität für Bodenkultur Wien 1872 schon als Hochschule begründet. Sonst wurden die heutigen höheren technischen Lehranstalten (HTL), soweit sie auch postsekundäre Bildung (Meisterkurse, Werkmeisterschulen) anboten, immer als Anstalt oder (Staats-)Gewerbeschule bezeichnet.
Der Ausdruck Ingenieurschule war nur vereinzelt für die den Werkmeisterschulen vergleichbaren Kurse und den an Fachschulen genannten „Hochschul-Abteilungen“ (die seit den 1820er Jahren als Fakultät bezeichnet wurden), in Gebrauch:
- in den 1840er Jahren als Ingenieurschule für Bauingenieurwesen am seinerzeitigen k. k. polytechnischen Institut Wien bis in die 1970er Jahre
- in den Nachkriegsjahren 1919 als Elektro- und Maschinenbau-Technikum Arsenal mit Abend-Ingenieurschule am Wiener Arsenal (1953 dann in der TU Wien bzw. Kammer für Arbeiter und Angestellte aufgegangen)[3]
- nach dem Anschluss Österreichs wurden für ein paar Jahre die HTLs (Schulen) so genannt

## Schweiz
Im Bundesetz über die berufliche Ausbildung sind die Anforderungen einer Höheren Technischen Lehranstalt (HTL), französisch École technique supérieure (ETS), italienisch Scuola tecnica superiore (STS) und die Voraussetzungen für den Erhalt des Titels Techniker HTL oder Architekt HTL definiert. In der Ausgabe vom 20. September 1963 wird zum ersten Mal die Ergänzung mit der Bezeichnung Ingenieur und somit die Berufsbezeichnung Ingenieur-Techniker HTL zugelassen. Die Vertreter der universitären Ingenieurausbildung haben sich erfolgreich dagegen gewehrt, dass die Bezeichnung Techniker weggelassen wird und haben 1967 auch vor Bundesgericht Recht erhalten.
Erst die Ausgabe des Bundesgesetzes von 1977 enthält explizit die Berufsbezeichnung Ingenieur HTL oder Architekt HTL. Die Träger der Höheren Technischen Lehranstalten, in der Regel die Kantone oder private Organisationen, sind frei den Namen der Schule zu definieren. In der Mitte der Siebzigerjahre beginnt sich nach und nach entsprechend der Berufsbezeichnung der Name Ingenieurschule, französisch École d’ingénieurs, italienisch scuola d’ingegneria für die HTL durchzusetzen.
Mit dem am 6. Oktober 1995 in Kraft gesetzten Fachhochschulgesetz des Bundes werden die bestehenden Ingenieurschulen in sieben Fachhochschulen (FH, Haute école spécialisée HES, Scuola universitaria professionale SUP) zusammengefasst. Die einzelnen Teilschulen werden je nach Fachhochschule als Hochschule oder Departement bezeichnet. Die Bezeichnung Ingenieurschule verschwindet nach 20 Jahren praktisch vollständig vom Bildungsangebot in der Schweiz. Die FH vergeben den Titel „Ingenieur FH“ und erst zehn Jahre später werden diese Abschlüsse nach Bologna in Bachelor of Science (BSc) und Master of Science (MSc) umgewandelt und die Bezeichnung Ingenieur verschwindet auch für die FH aus der offiziellen Berufsbezeichnung in der Schweiz.
| Berner Fachhochschule BFH                                        | - Höhere Technische Lehranstalt (Ingenieurschule) HTL Bern - Höhere Technische Lehranstalt (Ingenieurschule) HTL Biel - Schweiz. Ingenieur- und Fachschule für die Holzwirtschaft HTL Biel - Höhere Technische Lehranstalt (Ingenieurschule) HTL Burgdorf - Höhere Technische Lehranstalt (Ingenieurschule) HTL Zollikofen |
| Fachhochschule Nordwestschweiz FHNW                              | - Höhere Technische Lehranstalt (Ingenieurschule) HTL Brugg-Windisch - Höhere Technische Lehranstalt (Ingenieurschule) HTL beider Basel, Muttenz - Höhere Technische Lehranstalt (Ingenieurschule) HTL Grenchen-Solothurn |
| Fachhochschule Ostschweiz FHO                                    | - Höhere Technische Lehranstalt (Ingenieurschule) HTL Buchs NTB - Höhere Technische Lehranstalt (Ingenieurschule) HTL Chur - Höhere Technische Lehranstalt (Ingenieurschule) HTL Rapperswil - Höhere Technische Lehranstalt (Ingenieurschule) HTL St. Gallen |
| Fachhochschule Zentralschweiz, heute Hochschule Luzern HSLU      | - Höhere Technische Lehranstalt (Ingenieurschule) HTL Luzern-Horw - Hochschule für Soziale Arbeit Luzern (HSA), ehemals Sozialarbeiterschule - Hochschule für Wirtschaft Luzern (HSW), ehemals Höhere Wirtschaftsschule |
| Haute école spécialisée de Suisse occidentale HES-SO             | - École technique supérieure (École d’ingénieurs) ETS Changins - École technique supérieure (École d’ingénieurs) ETS Fribourg - École technique supérieure (École d’ingénieurs) ETS Genève - École technique supérieure (École d’ingénieurs) ETS Lausanne (École suisse d’ingénieurs des industries graphiques et de l’emballage) - École technique supérieure (École d’ingénieurs) ETS Lausanne (EIL) - École technique supérieure (École d’ingénieurs) ETS Le Locle - École technique supérieure (École d’ingénieurs) ETS Lullier - École technique supérieure (École d’ingénieurs) ETS Saint-Imier - École technique supérieure (École d’ingénieurs) ETS Sion - École technique supérieure (École d’ingénieurs) ETS Yverdon-les-Bains |
| Scuola universitaria professionale della Svizzera italiana SUPSI | - Scuola tecnica superiore (scuola d’ingegneria) STS Lugano-Trevano |
| Zürcher Fachhochschule ZFH                                       | - Höhere Technische Lehranstalt (Ingenieurschule) HTL Wädenswil - Höhere Technische Lehranstalt (Ingenieurschule) HTL Winterthur - Höhere Technische Lehranstalt (Ingenieurschule) HTL Zürich |

## Liechtenstein
Die Liechtensteinische Ingenieurschule (LIS) Vaduz, 1988 aus dem Abendtechnikum Vaduz entstanden, wurde 1992 Fachhochschule, 1997 als Fachhochschule Liechtenstein Stiftung des öffentlichen Rechts und 2005 in die Hochschule Liechtenstein umgewandelt.